# Sound+Vision Tour
De Sound+Vision Tour was een tournee van de Britse muzikant David Bowie, die in 1990 in Europa, Noord- en Zuid-Amerika en Azië gehouden werd. Bowie's idee was om tijdens deze tour voor de laatste keer zijn grootste hits te zingen. Als reden hiervoor gaf hij "omdat ik weet dat ik niet meer op die nummers hoef te vertrouwen, stimuleert mij dat om nieuwe dingen te blijven doen, wat goed is voor een artiest". Lange tijd hield hij zich aan deze belofte, totdat hij tijdens de Heathen Tour en de A Reality Tour zijn grootste hits weer uitvoerde. Omdat er geen nieuw materiaal was opgenomen voorafgaand aan de tournee, gebruikte Bowie zijn nieuwe box set Sound + Vision als de gelegenheid voor deze tour.
Tijdens de tournee kon de setlist voor alle shows deels beïnvloed worden door het publiek. Hierbij moest het nummer 1-900-2-BOWIE-90 gebeld worden. Voor gebieden waar dit niet mogelijk was, werden stembiljetten uitgereikt. De eerste shows in maart 1990 in Canada werden echter al gehouden voordat er een enquête compleet was, waardoor Bowie moest gokken welke nummers het publiek zou willen. In de Verenigde Staten kwamen zo de nummers "Fame", "Let's Dance" en "Changes" aan de top van de lijst, terwijl in Europa gekozen werd voor ""Heroes"" en "Blue Jean". Als antwoord op deze manier van het samenstellen van een setlist lanceerde het tijdschrift NME een nepcampagne waarbij zij wilden dat "The Laughing Gnome" zou worden gespeeld. Bowie overwoog om het nummer "in de stijl van The Velvets ofzo" te spelen, totdat hij ontdekte dat de stemmen beïnvloed waren door het magazine.
Meerdere shows werden opgenomen, maar geen enkel concert werd publiekelijk uitgebracht. Wel werden enkele shows op de TV en radio uitgezonden, waaronder het concert op 5 augustus in Milton Keynes, op 14 september in Lissabon, op 20 september in Rio de Janeiro en op 23 september in São Paulo.

## Personeel
- David Bowie: zang, gitaar, saxofoon
- Adrian Belew: gitaar, achtergrondzang
- Erdal Kızılçay: basgitaar, achtergrondzang
- Rick Fox: keyboards, achtergrondzang
- Michael Hodges: drums

## Tourdata
| Datum             | Stad                        | Land             | Locatie                                          |
| Noord-Amerika     | Noord-Amerika               | Noord-Amerika    | Noord-Amerika                                    |
| ----------------- | --------------------------- | ---------------- | ------------------------------------------------ |
| 4 maart 1990      | Quebec                      | Canada           | Colisée de Québec                                |
| 6 maart 1990      | Montreal                    | Canada           | Montreal Forum                                   |
| 7 maart 1990      | Toronto                     | Canada           | Skydome                                          |
| 10 maart 1990     | Winnipeg                    | Canada           | Winnipeg Arena                                   |
| 12 maart 1990     | Edmonton                    | Canada           | Northlands Coliseum                              |
| 13 maart 1990     | Calgary                     | Canada           | Olympic Saddledome                               |
| 15 maart 1990     | Vancouver                   | Canada           | Pacific National Exhibition Coliseum             |
| Europa            |                             |                  |                                                  |
| 19 maart 1990     | Birmingham                  | Engeland         | National Exhibition Centre                       |
| 20 maart 1990     | Birmingham                  | Engeland         | National Exhibition Centre                       |
| 23 maart 1990     | Edinburgh                   | Schotland        | Royal Highland Exhibition Centre                 |
| 24 maart 1990     | Edinburgh                   | Schotland        | Royal Highland Exhibition Centre                 |
| 26 maart 1990     | Londen                      | Engeland         | Docklands Arena                                  |
| 27 maart 1990     | Londen                      | Engeland         | Docklands Arena                                  |
| 28 maart 1990     | Londen                      | Engeland         | Docklands Arena                                  |
| 30 maart 1990     | Rotterdam                   | Nederland        | Rotterdam Ahoy                                   |
| 2 april 1990      | Parijs                      | Frankrijk        | Palais Omnisports de Paris-Bercy                 |
| 3 april 1990      | Parijs                      | Frankrijk        | Palais Omnisports de Paris-Bercy                 |
| 5 april 1990      | Frankfurt                   | Duitsland        | Festhalle Frankfurt                              |
| 7 april 1990      | Hamburg                     | Duitsland        | Sporthalle                                       |
| 8 april 1990      | Berlijn                     | Duitsland        | Deutschlandhalle                                 |
| 10 april 1990     | München                     | Duitsland        | Olympiahalle                                     |
| 11 april 1990     | Stuttgart                   | Duitsland        | Schleyerhalle                                    |
| 13 april 1990     | Milaan                      | Italië           | Palatrussardi                                    |
| 14 april 1990     | Milaan                      | Italië           | Palatrussardi                                    |
| 17 april 1990     | Rome                        | Italië           | PalaEur                                          |
| 20 april 1990     | Brussel                     | België           | Vorst Nationaal                                  |
| 21 april 1990     | Brussel                     | België           | Vorst Nationaal                                  |
| 22 april 1990     | Dortmund                    | Duitsland        | Westfalenhalle                                   |
| Noord-Amerika     |                             |                  |                                                  |
| 27 april 1990     | Miami, Florida              | Verenigde Staten | Miami Arena                                      |
| 29 april 1990     | Pensacola, Florida          | Verenigde Staten | Pensacola Civic Center                           |
| 1 mei 1990        | Orlando, Florida            | Verenigde Staten | Orlando Arena                                    |
| 4 mei 1990        | Saint Petersburg, Florida   | Verenigde Staten | Florida Suncoast Dome                            |
| 5 mei 1990        | Jacksonville, Florida       | Verenigde Staten | Jacksonville Memorial Coliseum                   |
| 7 mei 1990        | Atlanta, Georgia            | Verenigde Staten | Omni Coliseum                                    |
| 9 mei 1990        | Chapel Hill, North Carolina | Verenigde Staten | Dean Smith Center                                |
| Azië              |                             |                  |                                                  |
| 15 mei 1990       | Tokio                       | Japan            | Tokyo Dome                                       |
| 16 mei 1990       | Tokio                       | Japan            | Tokyo Dome                                       |
| Noord-Amerika     |                             |                  |                                                  |
| 20 mei 1990       | Vancouver                   | Canada           | BC Place Stadium                                 |
| 21 mei 1990       | Tacoma, Washington          | Verenigde Staten | Tacoma Dome                                      |
| 23 mei 1990       | Los Angeles, Californië     | Verenigde Staten | Los Angeles Memorial Sports Arena                |
| 24 mei 1990       | Sacramento, Californië      | Verenigde Staten | Cal Expo                                         |
| 26 mei 1990       | Los Angeles, Californië     | Verenigde Staten | Dodger Stadium                                   |
| 28 mei 1990       | Mountain View, Californië   | Verenigde Staten | Shoreline Amphitheatre                           |
| 29 mei 1990       | Mountain View, Californië   | Verenigde Staten | Shoreline Amphitheatre                           |
| 1 juni 1990       | Denver, Colorado            | Verenigde Staten | McNichols Sports Arena                           |
| 2 juni 1990       | Denver, Colorado            | Verenigde Staten | McNichols Sports Arena                           |
| 4 juni 1990       | Dallas, Texas               | Verenigde Staten | Starplex Amphitheater                            |
| 6 juni 1990       | Austin, Texas               | Verenigde Staten | Frank Erwin Center                               |
| 7 juni 1990       | Houston, Texas              | Verenigde Staten | Woodlands Pavilion                               |
| 9 juni 1990       | Kansas City, Missouri       | Verenigde Staten | Sandstone Amphitheater                           |
| 10 juni 1990      | Saint Louis, Missouri       | Verenigde Staten | St. Louis Arena                                  |
| 12 juni 1990      | Noblesville, Indiana        | Verenigde Staten | Deer Creek Music Center                          |
| 13 juni 1990      | Milwaukee, Wisconsin        | Verenigde Staten | Marcus Amphitheater                              |
| 15 juni 1990      | Chicago                     | Verenigde Staten | World Music Amphitheater                         |
| 16 juni 1990      | Chicago                     | Verenigde Staten | World Music Amphitheater                         |
| 19 juni 1990      | Cleveland, Ohio             | Verenigde Staten | Richfield Coliseum                               |
| 20 juni 1990      | Cleveland, Ohio             | Verenigde Staten | Richfield Coliseum                               |
| 22 juni 1990      | Auburn Hills, Michigan      | Verenigde Staten | The Palace of Auburn Hills                       |
| 24 juni 1990      | Auburn Hills, Michigan      | Verenigde Staten | The Palace of Auburn Hills                       |
| 25 juni 1990      | Auburn Hills, Michigan      | Verenigde Staten | The Palace of Auburn Hills                       |
| 27 juni 1990      | Burgettstown, Pennsylvania  | Verenigde Staten | Starlake Amphitheater                            |
| 30 juni 1990      | St. John's                  | Canada           | Memorial Stadium                                 |
| 2 juli 1990       | Moncton                     | Canada           | Moncton Coliseum                                 |
| 4 juli 1990       | Toronto                     | Canada           | Canadian National Exhibition Stadium             |
| 6 juli 1990       | Ottawa                      | Canada           | Ottawa Civic Centre                              |
| 7 juli 1990       | Saratoga Springs, New York  | Verenigde Staten | Saratoga Performing Arts Center                  |
| 9 juli 1990       | Philadelphia, Pennsylvania  | Verenigde Staten | The Spectrum                                     |
| 10 juli 1990      | Philadelphia, Pennsylvania  | Verenigde Staten | The Spectrum                                     |
| 12 juli 1990      | Philadelphia, Pennsylvania  | Verenigde Staten | The Spectrum                                     |
| 13 juli 1990      | Philadelphia, Pennsylvania  | Verenigde Staten | The Spectrum                                     |
| 16 juli 1990      | Uniondale, New York         | Verenigde Staten | Nassau Veterans Memorial Coliseum                |
| 18 juli 1990      | Columbia, Maryland          | Verenigde Staten | Merriweather Post Pavilion                       |
| 19 juli 1990      | Columbia, Maryland          | Verenigde Staten | Merriweather Post Pavilion                       |
| 21 juli 1990      | Foxborough, Massachusetts   | Verenigde Staten | Sullivan Stadium                                 |
| 23 juli 1990      | Hartford, Connecticut       | Verenigde Staten | Hartford Civic Center                            |
| 25 juli 1990      | Niagara Falls, New York     | Verenigde Staten | Niagara Falls Convention and Civic Center        |
| 29 juli 1990      | East Rutherford, New Jersey | Verenigde Staten | Giants Stadium                                   |
| Europa            |                             |                  |                                                  |
| 4 augustus 1990   | Milton Keynes               | Engeland         | Milton Keynes Bowl                               |
| 5 augustus 1990   | Milton Keynes               | Engeland         | Milton Keynes Bowl                               |
| 7 augustus 1990   | Manchester                  | Engeland         | Maine Road Football Ground                       |
| 9 augustus 1990   | Dublin                      | Ierland          | Point Depot                                      |
| 10 augustus 1990  | Dublin                      | Ierland          | Point Depot                                      |
| 13 augustus 1990  | Fréjus                      | Frankrijk        | Les Arènes                                       |
| 16 augustus 1990  | Gent                        | België           | Topsporthal Vlaanderen                           |
| 18 augustus 1990  | Nijmegen                    | Nederland        | Goffertstadion                                   |
| 19 augustus 1990  | Maastricht                  | Nederland        | Maastrichts Expositie en Congres Centrum         |
| 22 augustus 1990  | Oslo                        | Noorwegen        | Jordal Stadion                                   |
| 24 augustus 1990  | Stockholm                   | Zweden           | Olympiastadion                                   |
| 25 augustus 1990  | Kopenhagen                  | Denemarken       | Idraetsparken                                    |
| 26 augustus 1990  | Kopenhagen                  | Denemarken       | Idraetsparken                                    |
| 29 augustus 1990  | Linz                        | Oostenrijk       | Linzer Stadion                                   |
| 31 augustus 1990  | Oost-Berlijn                | DDR              | Weißensee Sportplatz                             |
| 1 september 1990  | Schüttorf                   | Duitsland        | Festival Site                                    |
| 2 september 1990  | Ulm                         | Duitsland        | Open Air Festival                                |
| 4 september 1990  | Boedapest                   | Hongarije        | MTK Stadium                                      |
| 5 september 1990  | Zagreb                      | Joegoslavië      | Stadion Maksimir                                 |
| 8 september 1990  | Modena                      | Italië           | Festa de l'Unità                                 |
| 11 september 1990 | Gijón                       | Spanje           | Hipódromo de las Mestas                          |
| 12 september 1990 | Madrid                      | Spanje           | Rockodromo Arena                                 |
| 14 september 1990 | Lissabon                    | Portugal         | Estádio José Alvalade                            |
| 16 september 1990 | Barcelona                   | Spanje           | Estadio Olímpico de Montjuic                     |
| Zuid-Amerika      |                             |                  |                                                  |
| 20 september 1990 | Rio de Janeiro              | Brazilië         | Apoteose Square Hall                             |
| 22 september 1990 | São Paulo                   | Brazilië         | Estádio Palestra Itália                          |
| 23 september 1990 | São Paulo                   | Brazilië         | Estádio Palestra Itália                          |
| 25 september 1990 | São Paulo                   | Brazilië         | Olímpia Theatre                                  |
| 27 september 1990 | Santiago                    | Chili            | Rock in Chile Festival Estadio Nacional de Chile |
| 29 september 1990 | Buenos Aires                | Argentinië       | River Plate Stadium                              |

Afgelaste/verplaatste shows
- 1 april 1990 - Dortmund, Duitsland - Westfalenhalle (verplaatst naar 22 april)
- 18 april 1990 - Rome, Italië - Palaeur (afgelast)

## Gespeelde nummers
Van David Bowie (1969)
- "Space Oddity"

Van Hunky Dory (1971)
- "Changes"
- "Life on Mars?"
- "Queen Bitch"

Van The Rise and Fall of Ziggy Stardust and the Spiders from Mars (1972)
- "Starman"
- "Ziggy Stardust"
- "Suffragette City"
- "Rock 'n' Roll Suicide"

Van Aladdin Sane (1973)
- "Panic in Detroit"
- "The Jean Genie"

Van Diamond Dogs (1974)
- "Rebel Rebel"

Van Young Americans (1975)
- "Young Americans"
- "Fame"

Van Station to Station (1976)
- "Station to Station"
- "Golden Years"
- "TVC 15"
- "Stay"

Van Low (1977)
- "Sound and Vision"
- "Be My Wife"

Van "Heroes" (1977)
- ""Heroes""

Van Scary Monsters (and Super Creeps) (1980)
- "Ashes to Ashes"
- "Fashion"

Van Let's Dance (1983)
- "Modern Love"
- "China Girl" (oorspronkelijk van Iggy Pop)
- "Let's Dance"

Van Tonight (1984)
- "Blue Jean"

Overige nummers
- "Alabama Song" (oorspronkelijk van de Bertolt Brecht-opera Rise and Fall of the City of Mahagonny, in 1980 uitgebracht als non-album single)
- "Amsterdam" (oorspronkelijk van Jacques Brel, uitgebracht door Bowie op de B-kant van "Sorrow" in 1973)
- "Baby, Please Don't Go" (oorspronkelijk van Big Joe Williams)
- "Baby What You Want Me to Do" (oorspronkelijk van Jimmy Reed)
- "Fame '90" (nieuwe versie van Bowie's eerdere hit "Fame" uit 1975, uitgebracht als single in 1990)
- "Gloria" (oorspronkelijk van Them)
- "A Hard Rain's a-Gonna Fall" (oorspronkelijk van Bob Dylan)
- "Heartbreak Hotel" (oorspronkelijk van Elvis Presley)
- ""Helden"" (Duitse versie van ""Heroes"", uitgebracht op enkele versies van de single)
- "I'm Waiting for the Man" (oorspronkelijk van The Velvet Underground)
- "John, I'm Only Dancing" (non-album single van Bowie uit 1972)
- "Pretty Pink Rose" (oorspronkelijk van Adrian Belew)
- "White Light/White Heat" (oorspronkelijk van The Velvet Underground)
- "You and I and George" (traditioneel)